# Piedmont (Dakota del Sur)
Piedmont es una ciudad ubicada en el condado de Meade en el estado estadounidense de Dakota del Sur. En el Censo de 2010 tenía una población de 222 habitantes y una densidad poblacional de 294,55 personas por km².

## Geografía
Piedmont se encuentra ubicada en las coordenadas 44°13′12″N 103°22′36″O / 44.22000, -103.37667. Según la Oficina del Censo de los Estados Unidos, Piedmont tiene una superficie total de 0.75 km², de la cual 0.75 km² corresponden a tierra firme y (0%) 0 km² es agua.

## Demografía
Según el censo de 2010, había 222 personas residiendo en Piedmont. La densidad de población era de 294,55 hab./km². De los 222 habitantes, Piedmont estaba compuesto por el 91.44% blancos, el 0.45% eran afroamericanos, el 6.76% eran amerindios, el 0% eran asiáticos, el 0% eran isleños del Pacífico, el 0.45% eran de otras razas y el 0.9% pertenecían a dos o más razas. Del total de la población el 1.8% eran hispanos o latinos de cualquier raza.